# Opa Opa
"Opa Opa" (Ώπα-Ώπα) är en låt inspelad av den grekiska sångaren Notis Sfakianakis, och släppt som en singel från hans andra album Ise Ena Pistoli från 1992. Sången, som är en laikosång, skrevs och producerades av sångaren Giorgos Alkaios några år tidigare, och är en av Sfakianakis mest kända av hans tidigare verk och hans mest kända sång utomlands.
Låten har gjorts cover på av flera artister. 1999 gjorde den svensk-grekiska duon Antique en cover på den som debutsingel med Eurodance-element, och nådde topp tio på listor över hela Skandinavien. Despina Vandis engelskspråkiga cover från 2004 nådde störst framgång utomlands och nådde topp 20 på flera marknader i Europa och Nordamerika.
I en version på Smurfarnas skiva Smurfhits 8 från år 2000 hette låten Upp och hoppa.